# Меленкур
Меленку́р (фр. Melincourt) — коммуна во Франции, находится в регионе Франш-Конте. Департамент — Верхняя Сона. Входит в состав кантона Вовиллер. Округ коммуны — Люр.
Код INSEE коммуны — 70338.

## География
Коммуна расположена приблизительно в 300 км к востоку от Парижа, в 75 км севернее Безансона, в 30 км к северу от Везуля.
По территории коммуны протекает река Сюперб.

## Население
Население коммуны на 2010 год составляло 249 человек.
| 1962 | 1968 | 1975 | 1982 | 1990 | 1999 | 2010 |
| ---- | ---- | ---- | ---- | ---- | ---- | ---- |
| 286  | 306  | 284  | 240  | 233  | 233  | 249  |

## Экономика

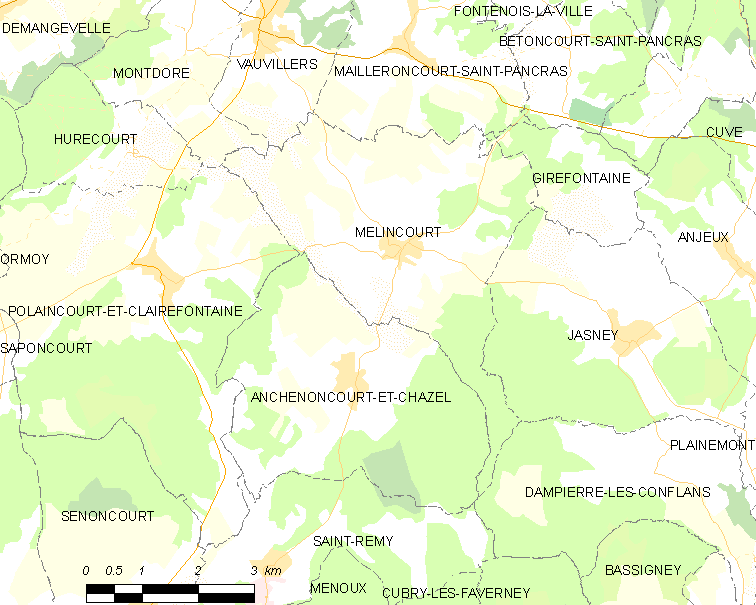
Карта коммуны

В 2010 году среди 145 человек трудоспособного возраста (15—64 лет) 115 были экономически активными, 30 — неактивными (показатель активности — 79,3 %, в 1999 году было 68,6 %). Из 115 активных жителей работали 102 человека (57 мужчин и 45 женщин), безработных было 13 (6 мужчин и 7 женщин). Среди 30 неактивных 5 человек были учениками или студентами, 18 — пенсионерами, 7 были неактивными по другим причинам.